# Welt der Waben
Die Welt der Waben, kurz WdW, ist ein Postspiel für Computer und stellt ein Spielkonzept dar, bei dem es möglich ist, das Geschehen auf der Fantasy-Welt Myra mitzugestalten. Dies geschieht durch Beschreibung von Kultur und Abgabe eines Spielzugs beim Spielleiter.
WdW übernimmt die fortlaufende Echtzeitsimulation der kompletten Welt Myra. Dabei läuft die Zeit im gleichen Tempo wie auf der Erde, das heißt, ein Jahr hier ist ein Jahr dort. 
Anstatt sich darauf zu beschränken, Szenarien und Regeln für verschiedene, getrennt voneinander ablaufende Sessions zur Verfügung zu stellen, verbindet und organisiert WdW die einzelnen Handlungsstränge zu einem einzigen, so dass die Aktionen der Spieler einen direkten Einfluss auf das Geschehen Myras erhalten. Auch kulturelle Beschreibungen von technischen oder zivilisatorischen Errungenschaften oder von religiösen Eigenarten sollen das Gesamtbild Myras dauerhaft bereichern – der Fantasie und den Möglichkeiten sind dabei kaum Grenzen gesetzt. Auch die Spielregeln werden beständig weiterentwickelt. Eine bestimmte Spieldauer oder ein festgeschriebenes Ziel gibt es nicht.
Bei WdW steht also nicht das Bespielen einer vorhandenen Welt im Vordergrund, sondern die Ausgestaltung und Entwicklung derselben. Daher sind die meisten Aufgaben, die Abenteurer auf Myra zu bewältigen haben, auch nicht aus der Luft gegriffen oder „erdacht“, sondern ergeben sich ganz natürlich aus den zugrundeliegenden alltäglichen Gegebenheiten dieser Welt.
Die Wabenwelt, die seit 1982 von begeisterten Myranern bevölkert wird, feierte im Jahre 2002 ihren 20. Geburtstag. Sie ist darauf ausgelegt, sich weiterzuentwickeln, solange es Menschen gibt, die sich damit beschäftigen.